# Algunas lecciones de amor
 Algunas lecciones de amor   es una comedia española dirigida por José María Zabalza y estrenada en el año 1966. Con la intervención, entre destacados actores y actrices, de un joven Nacho Vidal.

## Argumento
Una serie de episodios cortos intentan reflejar las etapas por los que los y las españolas pasan al enfrentarse al hecho del ‘amor’. También intenta establecer una pequeña tesis sobre la influencia de la evolución sobre este fenómeno.